# Gunung Ayu (Tanjung Sakti Pumu)
Gunung Ayu is een bestuurslaag in het regentschap Lahat van de provincie Zuid-Sumatra, Indonesië. Gunung Ayu telt 819 inwoners (volkstelling 2010).